# Похід на Царгород (907)
Похід на Царгород 907 року — легендарний похід київського князя Олега Віщого на Константинополь, описаний у «Повісті временних літ». Літопис свідчить, що це була найуспішніша військова операція Русі проти Імперії ромеїв, але грецькі джерела взагалі про нього не згадують. Про грандіозний похід на Константинополь, що завершився підписанням русько-візантійської угоди свідчить кількість учасників  —  2 тис. лодій по 40 воїнів у кожній.

## Літописна легенда
Нестор Літописець розповідає, що «пішов Олег на Царгород на конях і в кораблях, і було кораблів числом дві тисячі. І прийшов до Царгорода, греки ж замкнули морську бухту, а місто зачинили. І звелів Олег своїм воїнам зробити колеса і поставити на них кораблі. І з попутним вітром напнули вітрила і пішли з боку моря до міста».
Спочатку візантійські посланці намагалися отруїти Олега, перш ніж він міг наблизитися до Константинополя. Вождь русів, відомий своїми пророчими здібностями, відмовився пити з отруєної чаші.
Розуміючи неможливість чинити опір русам, місто здалось і князь Олег в знак своєї перемоги прибив свій щит на ворота міста.
Руські дружинники були обдаровані великими дарами. Також візантійці надали право руським купцям проїжджати до Царгорода й торгувати, не сплачуючи мита. Упродовж 6 місяців купці могли безкоштовно отримувати продовольство й забезпечуватися необхідним спорядженням для повернення додому. Зі свого боку руси зобов'язувалися допомагати Візантії боротися з кочівниками. Проте візантійці порушили даний договір і у 911 році Олег спорядив новий похід на Царгород.
Також існує легенда про дарунок вітрил для кораблів війська Олега. Серед них були одні з коштовної тканини, а інші з простої, полотняної. Князь для своїх суден вибрав другий варіант, а на кораблі варяг почепив дорогі вітрила. Після прибуття додому з'ясувалося, що коштовні вітрила перетворилися на суцільне дрантя, а полотняні залишилися цілими. Вони витримали штормові вітри. Звідси походить відомий слов'янський вислів: «Будемо триматися свого грубого вітрила».

## Інтерперетації
Пам'ять про похід, здається, передавалася усно між кількома поколіннями русинів. Можливо, цим пояснюється велика кількість колоритних деталей, які належать радше фольклору, ніж історії.
Те, що похід Олега не вигадка, видно з автентичного тексту мирного договору, який увійшов до літопису. Сучасна наука схильна пояснювати мовчання грецьких джерел щодо походу Олега неточною хронологією Початкового літопису. Деякі припускають, що набіг насправді відбувся в 904 році, коли візантійці воювали з Левом Триполійським. Більш правдоподібну гіпотезу висунули Борис Рибаков і Лев Гумільов: розповідь про похід насправді відображає русько-візантійську війну (860 р.), помилково описану в слов’янських джерелах як поразка Києва.